# Замок Греннан
Замок Греннан (ірл. Grianán, Сонячне місце) — знаходиться в селі Томастаун (англ. Thomastown; ірл. Baile Mhic Andáin), графство Кілкенні, що в Ірландії.

## Історія
Замок був побудований разом із укріпленням Томастауна в XIII ст.
У 1650 році на місто напав Олівер Кромвель. Замок Греннан був взятий в облогу армією Кромвеля і через два дні оборона впала.
На даний час перебуває в руїнах.